# Lappenente
Die Lappenente (Biziura lobata), auch Moschusruderente genannt, ist eine Vogelart aus der Familie der Entenvögel (Anatidae) und der Unterfamilie der Ruderenten (Oxyurinae). Lappenenten kommen ausschließlich in Australien vor. Sie weisen eine sehr geringe Siedlungsdichte auf, da die Männchen sehr große Brutreviere beanspruchen.
Die IUCN stuft die Lappenente als „nicht gefährdet“ (least concern) ein. Der Bestand wird auf 20.000 bis 50.000 geschlechtsreife Individuen geschätzt.

## Erscheinungsbild
Lappenenten zeigen einen ausgeprägten Geschlechtsdimorphismus. Die Färbung der Geschlechter ist gleich, Männchen sind jedoch mit einer Körperlänge von etwa 66 cm und einem Gewicht zwischen 1,8 und 3,1 kg deutlich größer und schwerer als die Weibchen, die maximal 55 cm Körperlänge und ein Gewicht von 1,0 bis 1,9 kg erreichen. Die Flügellänge beträgt bei den Männchen 20,5 bis 24 Zentimeter, die der Weibchen lediglich 16,5 bis 20,2 Zentimeter.
Als eindeutiges Merkmal zur Bestimmung des Geschlechts kann der namensgebende schwarze Kehllappen dienen. Dieser abgerundete Hautlappen unterhalb des Schnabels reicht bei den Männchen bis auf die Brust, bei den Weibchen ist er nur rudimentär vorhanden. Der Kehllappen ist mit zunehmendem Alter der Männchen und während der Brutzeit besonders groß und bildet sich in den Ruhe- und Mauserzeiten etwas zurück. Beim Weibchen dagegen ist der Kehlsack nur angedeutet. Das braungraue und mit hellen, schmalen Binden gezeichnete Gefieder tragen beide Geschlechter. Lappenenten durchlaufen jährlich zwei Mauserperioden, bei denen sowohl die Schwingen- als auch die Steuerfedern gewechselt werden. Die Brutmauser erfolgt zwischen April und Juni, die Weibchen durchlaufen die Ruhemauser im Oktober, die Männchen dagegen erst im Dezember.
Frisch geschlüpfte Küken haben einen dunkelgraubraunen Kopf, eine ebenso gefärbte Brust und Körperoberseite. Der Bauch dagegen ist hellbraun. Der Schnabel ist klobig und wie die Füße schwarzgrau. Jungvögel ähneln adulten Weibchen, der Unterschnabel ist jedoch meist dunkel gelb statt grau. Männchen nehmen über mehrere Jahre an Größe zu, parallel dazu entwickelt sich ein ausgeprägterer Kehllappen.

## Typische Verhaltensweisen
Lappenenten sind geschickte und ausdauernde Taucher, die schnell eintauchen können und beim Eintauchen die Wasseroberfläche wenig bewegen. Beim Schwimmen liegt der Körper tief eingetaucht im Wasser, der Schwanz gleitet entweder flach auf der Wasseroberfläche oder wird nach oben gestreckt. Sie können auch dann schnell schwimmen, wenn sie ein Bein auf dem Rücken gestreckt haben. Lappenenten halten sich nur sehr selten an Land auf. Ihr Gang wirkt auf den Menschen ungeschickt. Sie fliegen nur selten auf und benötigen dafür einigen Anlauf. Charakteristisch sind für Lappenenten schnelle, flache Flügelschläge.
Lappenenten sind generell wenig ruffreudige Enten. Gewöhnlich ist lediglich in der Fortpflanzungszeit ein Pfeifen des Männchens zu hören.

## Verbreitung und Lebensraum

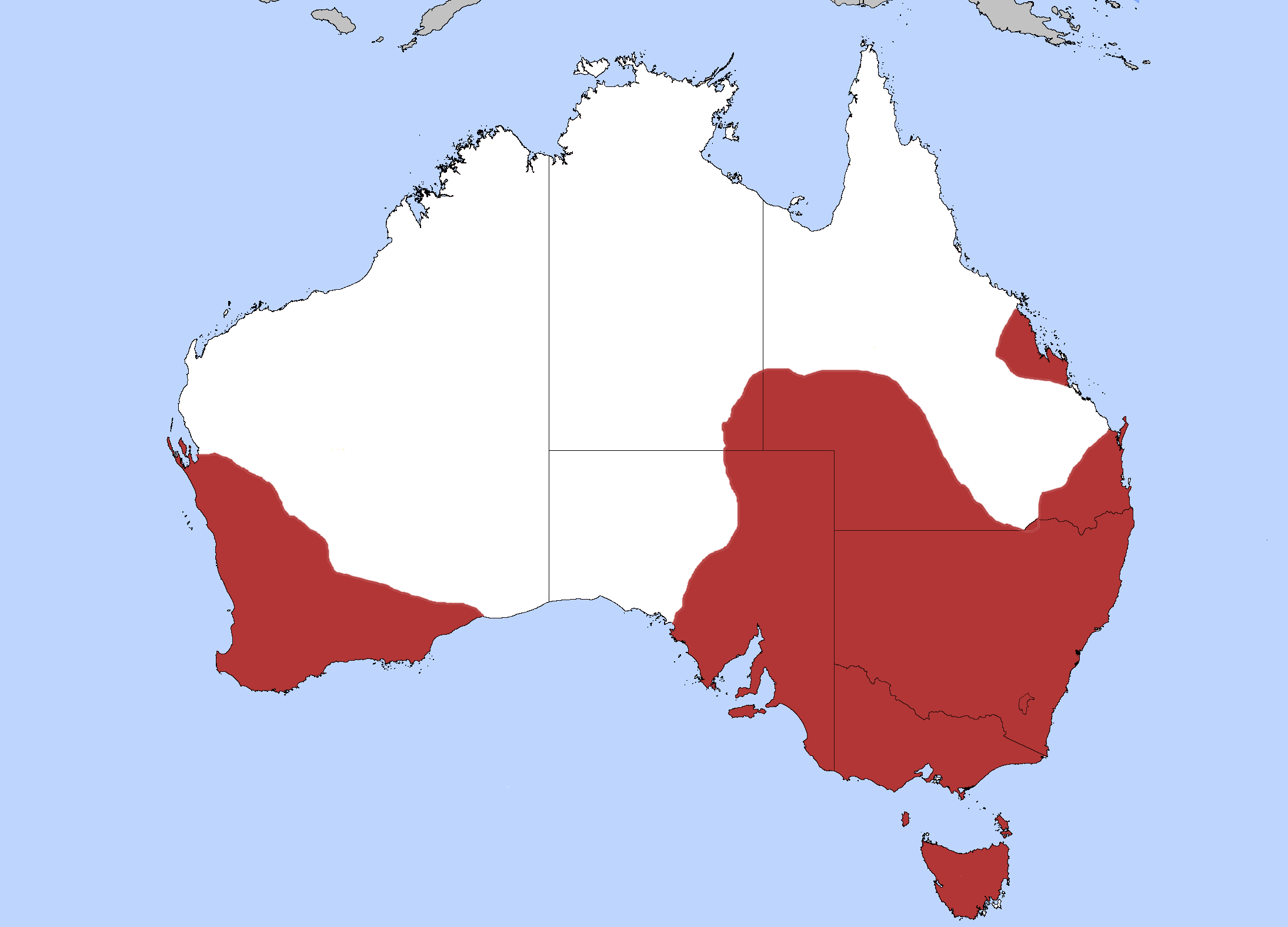
Verbreitungskarte der Lappenente

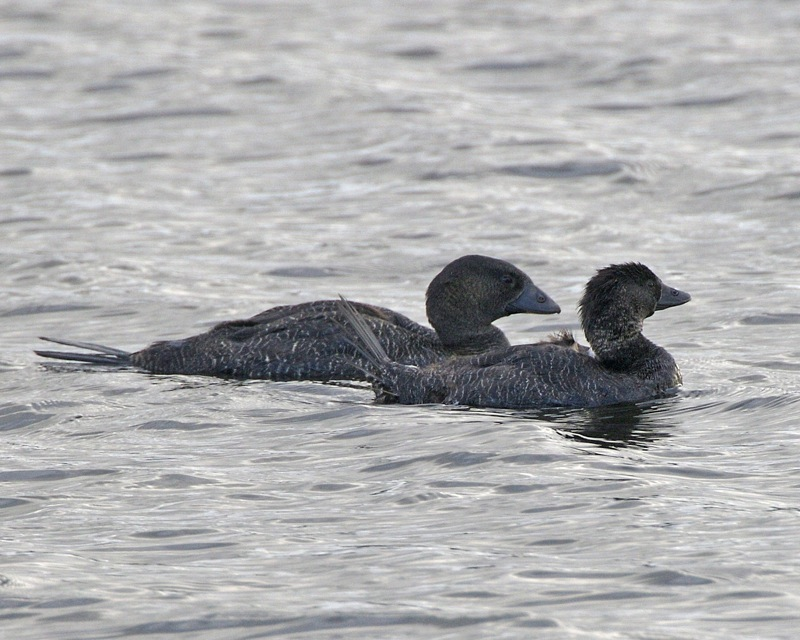
Weibchen der Lappenente

Das disjunkte Verbreitungsgebiet der Lappenente umfasst zwei voneinander isolierte Teilareale; das eine Areal umfasst Süd-West-Australien, das zweite Süd-Ost-Australien und Tasmanien. Mitunter wird die östliche Population als Unterart beschrieben, was jedoch in der Fachwelt zumeist abgelehnt wird. Während der Brutzeit hält sich die Art in weitgehend unzugänglichen Feucht- und Sumpfgebieten mit starkem Röhricht-Bewuchs auf. Das bevorzugte Brutbiotop sind reich strukturierte Schilf- und Knöterichbestände mit eingesprengten kleinen Wasserflächen. Außerhalb der Brutsaison lebt die Art teilweise marin nahe der Küste und in Gebieten von Flussmündungen.
Lappenenten, die an permanenten Süßgewässern brüten, sind offensichtlich Standvögel. Die Brutvögel, die jedoch nur an zeitweilig bestehenden Gewässern ihren Nachwuchs großziehen, ziehen nach der Fortpflanzungszeit an andere Gewässer. Vermutlich schließen sie sich dabei den Trupps der Jungvögel an. Trupps von Lappenenten werden regelmäßig ab dem Spätsommer an verschiedenen Arten von Gewässern beobachtet, sie nutzen dann auch Buchten. Auf sehr weite Wanderungen weist die Besiedelung des Lake Eyre durch Lappenenten hin, wenn dieser geeignete Bedingungen bietet.

## Nahrung
Hauptsächlich besteht die tauchend erbeutete Nahrung aus Invertebraten, gelegentlich ergänzt durch Amphibien und kleine Fische. Zudem wird in geringen Mengen und bei Gelegenheit pflanzliche Nahrung, vor allem Samen, aufgenommen. Gelegentlich fressen Lappentaucher auch die Küken anderer Entenarten, besonders häufig kommt dies bei Küken der Tasmanmoorente vor, die ein ähnliches Verbreitungsgebiet wie die Lappenente aufweist.
Lappenenten können bis zu sechs Meter tief tauchen. Gewöhnlich bleiben sie für 25 bis 30 Sekunden unter Wasser, die maximale Tauchzeit liegt bei 60 Sekunden. Lappenenten tauchen nur für einige wenige Sekunden auf, bevor sie wieder abtauchen. Sie nehmen Nahrung auch von der Wasseroberfläche auf und picken an über der Wasseroberfläche hängender Vegetation. Sie suchen gewöhnlich nur tagsüber nach Nahrung.

## Fortpflanzung
Je nach Wasserstand kann sich die Brutsaison der Art verschieben, im Regelfall jedoch findet die Brut im September und Oktober statt. Die Männchen verteidigen mitunter recht aggressiv einen Balzplatz gegen Artgenossen und paaren sich mit mehreren Weibchen, die die Aufzucht der Jungvögel alleine übernehmen. Die Einzelheiten des Fortpflanzungsverhalten sind bislang nicht hinreichend untersucht, die meisten Erkenntnisse wurden an in menschlicher Obhut gehaltenen Vögeln gewonnen.
Das Nest, in welches durchschnittlich 3 bis 4 Eier gelegt werden, besteht vornehmlich aus trockenen Grashalmen und Ästchen und wird in dichter Vegetation angelegt. Die Nistunterlage ist oft so dünn und flach, dass die Eier im Feuchtbereich liegen. Die Jungvögel verhalten sich still, wenn der weibliche Elternvogel abwesend ist, um nach Nahrung zu suchen. Sie betteln aber laut um Nahrung, wenn das Weibchen am Nest erscheint. Alarmrufe, mit denen das Weibchen die Jungen vor Prädatoren warnt, sind nicht bekannt. Das Weibchen trägt die Jungvögel gelegentlich auf seinem Rücken, und Beobachtungen weisen darauf hin, dass die Jungvögel auch während Tauchgängen auf dem Rücken bleiben. Es ist bislang nicht bekannt, wie lange das Weibchen und die Jungvögel in freier Wildbahn beieinander bleiben. Es wurden jedoch schon Weibchen gefangen, die knapp 1,5 Kilogramm schwere Jungvögel führten. Die Weibchen füttern die Jungvögel, was für Entenvögel ein verhältnismäßig ungewöhnliches Verhalten ist. Das Weibchen taucht nach Nahrung, und wenn es wieder auftaucht, eilen die Jungvögel mit lauten Bettellauten zu ihm. Dabei ist der Hals gesenkt und der Schnabel nach oben gerichtet.

## Lappenente und Mensch
Die Lappenente wird gewöhnlich nicht als wohlschmeckend angesehen und daher nur selten geschossen. Sie verfängt sich jedoch gelegentlich in Fischernetzen.
Einzelne Lappenenten wurden bereits im 19. Jahrhundert wiederholt in Europa gezeigt. So besaß beispielsweise der Londoner Zoo ein Exemplar und nach der Jahrhundertwende auch der Zoologische Garten Berlin. Die Enten erwiesen sich gegenüber anderen Tieren grundsätzlich als aggressiv. Der Erpel, der in Berlin gehalten wurde, griff Teichbewohner von unten tauchend wiederholt an. Ein in einem französischen Zoo gehaltenes Paar tötete auch kleinere Enten und fraß Entenküken. Regelmäßig gezüchtet werden Lappenenten jedoch vor allem in australischen Zoos.
In menschlicher Obhut aufgewachsene Lappenenten können Geräusche und menschliche Stimmen imitieren.

## Belege